# Thermacetogenium phaeum
Thermacetogenium phaeum è una specie di batterio appartenente alla famiglia delle Thermoanaerobacteriaceae.